# Ririna Akaeda
Ririna Akaeda (赤枝里々奈, Akaeda Ririna), née le 3 juillet 1996 dans la préfecture d'Aichi, au Japon, est une chanteuse, idole japonaise du groupe de J-pop SKE48.